# Polokwane City FC
Polokwane City Club w skrócie Polokwane City FC – południowoafrykański klub piłkarski grający w południowoafrykańskiej drugiej lidze, mający siedzibę w mieście Polokwane.

## Sukcesy
- National First Division[1]:
  - mistrzostwo (1): 2012/2013

## Stadion
Domowe mecze klub rozgrywa na stadionie o nazwie Old Peter Mokaba Stadium w Polokwane. Stadion może pomieścić 15000 widzów.

## Reprezentanci kraju grający w klubie
Stan na styczeń 2023.
| - Prince Hlela - Punch Masenamela - Benson Mhlongo - Thobani Mncwango - Mohau Mokate - Monde Mphambaniso - Roggert Nyundu - Sammy Seabi - Tlou Segolela - Sibusiso Sibeko - Puleng Tlolane - Thapelo Tshilo - Modiri Marumo - Kekaetswe Moloi - Galabgwe Moyana - Ntesang Simanyana - Marcel Nkueni Mayala - Banele Sikhondze | - Ransford Osei - Manuel Sapunga - Dennis Chembezi - Essau Kanyenda - Mike Mkwate - Khuda Muyaba - Muhammad Sulumba - Domingues - Denzil Haoseb - Boban Zirintusa - Mwenya Chibwe - Joseph Musonda - Salulani Phiri - George Chigowa - Charlton Masumba - Walter Musona - Carlington Nyadombo - Conrad Whitby |